# Milaan-San Remo 1994
De wielerklassieker Milaan-San Remo 1994 werd gereden op 19 maart 1994. De koers werd gewonnen door Giorgio Furlan, die solo over de finish reed.

## Uitslag
| Rang | Naam               | Land      | Ploeg                   | Tijd     |
| ---- | ------------------ | --------- | ----------------------- | -------- |
| 1    | Giorgio Furlan     | Italië    | Gewiss-Ballan           | 7u05'20" |
| 2    | Mario Cipollini    | Italië    | Mercatone Uno-Medeghini | op 20"   |
| 3    | Adriano Baffi      | Italië    | Mercatone Uno-Medeghini | z.t.     |
| 4    | Stefano Zanini     | Italië    | Navigare-Blue Storm     | z.t.     |
| 5    | Kai Hundertmarck   | Duitsland | Team Deutsche Telekom   | z.t.     |
| 6    | Fabio Baldato      | Italië    | Motorola Cycling Team   | z.t.     |
| 7    | Ángel Edo          | Spanje    | Kelme-Avianca-Gios      | z.t.     |
| 8    | Fabiano Fontanelli | Italië    | ZG Mobili-Selle Italia  | z.t.     |
| 9    | Andrei Tchmil      | Rusland   | Lotto-Caloi             | z.t.     |
| 10   | Laurent Jalabert   | Frankrijk | Once                    | z.t.     |

## Overige Belgen
| Rang | Naam              | Land   | Ploeg                      | Tijd      |
| ---- | ----------------- | ------ | -------------------------- | --------- |
| 12   | Johan Museeuw     | België | GB–MG Maglificio           | z.t.      |
| 33   | Luc Roosen        | België | Lotto-Caloi                | z.t.      |
| 52   | Jim Van De Laer   | België | Lotto-Caloi                | op 1'13"  |
| 53   | Peter Farazijn    | België | Lotto-Caloi                | z.t.      |
| 58   | Eric Vanderaerden | België | Brescialat-Ceramiche Refin | op 1'40"  |
| 59   | Guy Nulens        | België | Histor-Novemail            | z.t.      |
| 63   | Johan Capiot      | België | TVM-Bison Kit              | z.t.      |
| 79   | Hendrik Redant    | België | ZG Mobili-Selle Italia     | op 5'13"  |
| 122  | Marc Sergeant     | België | Histor-Novemail            | op 9'13"  |
| 128  | Eric Van Lancker  | België | WordPerfect                | op 9'17"  |
| 135  | Dirk De Wolf      | België | Histor-Novemail            | z.t.      |
| 153  | Herman Frison     | België | Lotto-Caloi                | op 11'59" |
| 160  | Mario De Clercq   | België | Lotto-Caloi                | op 17'16" |
| 160  | Peter De Clercq   | België | Lotto-Caloi                | z.t.      |

1907 · 1908 · 1909 · 1910 · 1911 · 1912 · 1913 · 1914 · 1915 · 1916 · 1917 · 1918 · 1919 · 1920 · 1921 · 1922 · 1923 · 1924 · 1925 · 1926 · 1927 · 1928 · 1929 · 1930 · 1931 · 1932 · 1933 · 1934 · 1935 · 1936 · 1937 · 1938 · 1939 · 1940 · 1941 · 1942 · 1943 · 1944 · 1945 · 1946 · 1947 · 1948 · 1949 · 1950 · 1951 · 1952 · 1953 · 1954 · 1955 · 1956 · 1957 · 1958 · 1959 · 1960 · 1961 · 1962 · 1963 · 1964 · 1965 · 1966 · 1967 · 1968 · 1969 · 1970 · 1971 · 1972 · 1973 · 1974 · 1975 · 1976 · 1977 · 1978 · 1979 · 1980 · 1981 · 1982 · 1983 · 1984 · 1985 · 1986 · 1987 · 1988 · 1989 · 1990 · 1991 · 1992 · 1993 · 1994 · 1995 · 1996 · 1997 · 1998 · 1999 · 2000 · 2001 · 2002 · 2003 · 2004 · 2005 · 2006 · 2007 · 2008 · 2009 · 2010 · 2011 · 2012 · 2013 · 2014 · 2015 · 2016 · 2017 · 2018 · 2019 · 2020 · 2021 · 2022 · 2023 · 2024 · 2025

Lijst van beklimmingen